# Progresistas (Letonia)
Progresistas (en letón: Progresīvie) es un partido político de la República de Letonia.

## Resultados electorales

### Elecciones legislativas
| Elección | Líder del partido | Actuación | Actuación | Actuación | Actuación | Actuación | Rango | Estatus            |
| Elección | Líder del partido | Votos     | %         | ± pp      | Escaños   | +/–       | Rango | Estatus            |
| -------- | ----------------- | --------- | --------- | --------- | --------- | --------- | ----- | ------------------ |
| 2018     | Roberts Putnis    | 22,078    | 2.63      | Nuevo     | 0/100     | Nuevo     | 10°   | Extraparlamentario |
| 2022     | Kaspars Briškens  | 56,327    | 6.23      | 3.60      | 10/100    | 10        | 7°    |                    |

### Parlamento Europeo
| Elección | Líder      | Votos  | %         | Escaños | +/– |
| -------- | ---------- | ------ | --------- | ------- | --- |
| 2019     | Gunta Anča | 13,705 | 2.91 (#9) | 0/8     |     |

### Consejo Regional de Riga
| Elección | Líder             | Votos  | %          | Escaños | +/– | Estatus   |
| -------- | ----------------- | ------ | ---------- | ------- | --- | --------- |
| 2020     | Mārtiņš Kossovičs | 44,759 | 26.14 (#1) | 11/60   |     | Coalición |

1. ↑  Coalición con AP!